# Ostrogon
Ostrogon ili Ostrigon (mađarski: Esztergom, latinski: Strigonium, njemački: Gran, poljski: Ostrzyhom, slovački: Ostrihom, turski: Estergon, rumunjski: Strigoniu) je grad na sjeveru Mađarske udaljen oko 50 km od Budimpešte.
Ostrogon leži na desnoj obali Dunava, koji na tom dijelu tvori granicu sa Slovačkom, nalazi se u Komoransko-ostrogonskoj županiji.
Hrvati iz Erčina ovaj grad zovu Ostrogon, stanovnika zovu Ostrogonac i Ostrogonkinja, pridjev je ostrogonski, dok Hrvati u Senandriji ovaj grad zovu Ostrigon, a stanovnika zovu Ostrigonac i Ostrigonka, pridjev je ostrigonski. Nazočnost Hrvata u ovim krajevima ostala je u prezimenu Ostrogonac. Javilo se kao oznaka kad su se Hrvati koji su doselili u ove krajeve preselili u Bačku oslobođenu od Turaka.
Ostrogon je bio glavni grad Mađarskog kraljevstva te potom i Hrvatsko-ugarskog kraljevstva između 10. i 13. stoljeća. Bio je kraljevski grad sve dok tadašnji mađarski kralj Bela IV. nije prvo premjestio svoj dvor u Višegrad te poslije u Budim.
Ostrogon je i danas sjedište primasa Katoličke crkve u Mađarskoj, zbog tog Ostrogon zovu mađarski Rim ili Sion, on je bio i sjedište Mađarskog ustavnog suda.
Ostrogonska crkvena riznica Keresztény Múzeum, najveća je takva zbirka u cijeloj Mađarskoj. Grad je poznat i po svojoj katedrali koja je najveća u Mađarskoj. Ostrogon je poznat i iz epa Nibelunški prsten, tamo se spominje kao Atilino sjedište (Etzel). 
Novija znamenitost grada je most Marije Valerije (mađ. Mária Valéria híd), koji povezuje Ostrogon s gradom Štúrovo u Slovačkoj, podignut 1895. godine. Most su njemačke trupe prilikom povlačenja 1944. godine, porušile, obnovljen je tek 2001. godine uz pomoć Europske unije. 

## Povijest grada
Ostrogon je jedan od najstarijih gradova u Mađarskoj. 
Ostaci srednjovjekovnog Ostrogona se danas nalaze ispod današnjeg grada i izlaze na svijetlo dana nakon arheoloških iskopanja. Stari grad Ostrogon je uništen za vrijeme - 150 godišnje vladavine Osmanskog carstva. Stanovnici starog Ostrogona su dobrim dijelom pobijeni ili zarobljeni, a dobar dio otišao je u progonstvo. Nakon povlačenja Osmanlija iz tog dijela Mađarske, novi stanovnici su podigli novi grad na ruševinama starog. Nakon najnovijih arheoloških iskapanja ispod zamka na brdu (Várhegy) i u neposrednoj okolici, jasno je da je Ostrogon bio nastanjen još od ledenog doba, prije nekih 20.000 godina. 

### Ostrogon za starog vijeka
Prvi poznati stanovnici Ostrogona bili su Kelti, oni su nastanili ove prostore negde oko 350. pr. Kr. Keltsko naselje leži upravo ispod zamka i trajalo je sve dok nije podleglo pod navalom rimskih legija. Tijekom rimske vladavine, Ostrogon je bio važno prometno čvorište i vojno uporište na granici rimske provincije Panonije, znano pod imenom Solva. Ispod gradske utvrde, iskopani su ostatci naselja njemačkih i avarskih plemena koja su naselila ovaj kraj u doba pada moći i propasti Rimskog Carstva.

### Ostrogon za srednjeg vijeka
Ranosrednjovjekovni Ostrogon se kao naselje razvio oko velikomoravske utvrde, naselje je počelo dobivati na značaju 960. godine, kada je Gejza, Veliki knez Mađara, izabrao Ostrogon za svoje sjedište. Njegov sin Vajk, kasniji mađarski kralj Stjepan I. Sveti rođen je ovdje u ostrogonskom dvorcu na brdu Várhegy između 969. – 975. godine.
Tijekom 973., Ostrogon, je bio mjesto gdje su se odigrali važni povijesni događaji. Na Uskrs te godine knez Gejza je poslao svoje izaslanike na međunarodnu konferenciju o miru kod cara Svetog Rimskog Carstva Otona I. u Quedlinburg, ponudivši mu mir i molbu da mu ovaj pošalje misionare. 
Knežev dvor se nalazio na sjevernoj strani brda a na samom vrhu nalazila se bazilika posvećena sv. Adalbertu, tu je po legendi kršten Stjepan I. Sveti. Crkva svetog Adalberta je bila sjedište nadbiskupa Ostrogona i u to doba katedralna rimokatolička crkva u Mađarskoj. 
U to doba Ostrogon je postao jako obrtničko i trgovačko središte. Po nekim izvorima svoje današnje ime je dobilo po naselju Estrogin (Esztrogin), koje su osnovali bugarski kovači koji su izrađivali oklope za viteze. Druga teorija polazi od tadašnjeg njemačkog imena grada - Österheim
U Ostrogonu je 1000. godine, je okrunjen Stjepan I. Sveti za kralja, od tada pa sve do početka 13. stoljeća Ostrogon je bio glavni grad Mađarske. Tad je izgrađen zamak, koji nije bio samo kraljevska rezidencija već političko i vjersko središte Mađarske. Nadbiskup iz Ostrogona bio je odgovoran za deset biskupija koje je utemeljio Stjepan I. Sveti, on je i krunio mađarske vladare sve do 1241. godine i invazije Mongola.
Gradsko vijeće Ostrogona bilo je sastavljeno od imućnijih stanovnika grada, u to vrijeme to su većinom bili trgovci; francuskog, španjolskog, flamanskog, valonskog i talijanskog podrijetla. Ostrogon je dobio grb u 13. stoljeću, tad je postao mjesto, koje su pohodili strani vladari. Tu se sastao 1147. godine Konrad II. s Gejzom II. Tu su sastali Fridrik I. Barbarossa i Bela III., povjesničar Arnold fon Lübeck, koji je putovao s Barbarosom u njegovoj pratni, nazvao je Ostrogon metropolom Mađara quae Ungarorum est metropolis.
Kraj 13. stoljeća bio je početak pada Ostrogona. Isprva su mongolske provale ugrozile grad i njegove stanovnike. Mongoli su zauzeli grad u zimu kad se Dunav potpuno zamrzao. Nakon tog je grad obnovljen, ali je Bela IV. svoje sjedište premjestio u Budim, prepustivši Ostogon nadbiskupu. 
Nadbiskup Toma Bakač (1435. – 1521.) povjerio je 1507. talijanskim arhitektima da mu izgrade kapelu (Bakačeva kapela), to je bila prva i najznačajnija renesansna građevina koja je ostala očuvana do današnjeg dana na tlu Mađarske. Mramorni oltar je djelo kipara iz Fiesola Andrea Ferruccija, podignut 1519.

### Ostrogon za Osmanskog Carstva
Turska pobjeda kod Mohača 1526. u kojoj je poginuo i nadbiskup ostrogonski, označila je početak crnog razdoblja za Ostrogon. U razdoblju između 1526. – 1543., kada su Mađarskom vladala dva rivalska vladara; Ferdinand I. i Ivan Zapolja, Ostrogon je opsjedan šest puta. 
Sultan Sulejman I. opsjeo je ostrogonsku utvrdu 1543. s brojnom vojskom i puno topova. Nakon dvije godine herojskog otpora Ostrogon je konačno pao. 
Ostrogon je potom bio sjedište sandžaka i značajna utvrda na sjeverozapadnoj granici Osmanskog Carstva.
Ostrogon su ponovo zauzele ujedinjene austrijsko-mađarske snage (vojske grofova; Karla von Mansfelda i Mátyása Csesznekya) - 1595., pritom su razorili dobar dio utvrde i grada, ali su ga Turci ponovno zaposjeli 1605. i vladali ovim krajem sve do 1683. godine.
Iako su se Turci uglavnom koncentrirali na dogradnju i obnovu utvrde nad gradom, oni su također gradili i nove objekte; džamije, minarete i kupke. Većina tih objekata je uništena za dugotrajne opsade i tijekom oslobođenja grada 1683. (no osmanske građevine su prevladavale vizurom Ostrogona sve do početka 18. st.). Turci su zadnji put napali Ostrogon 1685. Tijekom sljedeće godine oslobođen je i Budim, i to je bio kraj turskih prisezanja na Ostrogon.

### Ostrogon za novog doba
Na taj relativno opustjeli kraj stali su se naseljavati mađarski, slovački i njemački doseljenici, a naselje se polako počelo oporavljati.
Tijekom 18. stoljeća stalo se obnavljati obrtništvo u gradu, tako je oko 1730., bilo 17 samostalnih obrtnika. Obnovilo se i vinogradarstvo, koje je postalo značajan izvor prihoda toga kraja. U tom periodu izgrađeno je barokno središte grada Víziváros. Najljepša zdanja iz tog vremena su ona oko Szécheny trga.
Biskupija je 1761. ponovno dobila u posjed zamak iznad grada, oni su odmah otpočeli s rekonstrukcijoom i izgradnjom novog vjerskog središta, navrh Várhegyja (brežuljka sa starom utvrdom), ostaci crkava Svetog Stjepana i Svetog Adalberta su odnešeni kako bi se upraznio prostor za gradnju nove grandiozne katedrale.
Izgradnja velike katedrale (kupola katedrale visoka je 71,5 m) otpočela je tek 1822. po nacrtima mađarskih arhitekata Pála Kühnela, Jánosa Páckha i Józsefa Hilda ali se je odužila sve do 1869. U novu katedralu ugrađeno je 1500 dijelova starih uklonjenih vjerskih objekata. A Bakačeva kapela, jedini ostatak iz srednjeg vijeka uklopljena je kao južna u novi objekt, njoj je sa sjeverne strane kao pandan dodana kapela sv. Stjepana. Za dovršenje katedrale je Franz Liszt napisao misu.
Ostrogon je doživio veliki zastoj 1920. godine kad je nakon Prvog svjetskog rata postao pogranični grad i izgubio dobar dio svog gospodarskog zaleđa, s druge strane Dunava.
Ostrogon je bio značajno židovsko središte, još od 1050. imali su svoje radnje po gradu, a 1326. im je kralj Karlo I. Robert dodijelio zemljište za njihovo groblje. Po popisu stanovništva iz 1910. oni su predstavljali 5.1% ukupnog broja svih stanovnika Ostrogona. Njihov holokaustotpočeo je 28. travnja 1944. kad su im zatvorene sve radnje, tad su otpočele i masovne deportacije u Auschwitz.
Jedinice Crvene armije zauzele su Ostrogon 26. prosinca 1944., ali su ga jedinice Wehrmachta nanovo zauzele 6. siječnja 1945., no njihov otpor je srušen 21. ožujka 1945.
U Ostrogonu je 1992. japanska automobilska kompanija Suzuki otvorila pogon, koji je postao najveći gospodarski subjekt u gradu.

## Stanovništvo

### Podatci za 2001.
Stanovništvo po nacionalnosti: 
Mađari: 92,9%; Romi u Mađarskoj: 2,4%; Poljaci u Mađarskoj: 0,1%; Nijemci u Mađarskoj: 1,4%; Rumunji u Mađarskoj: 0,1%; Slovaci u Mađarskoj: 1,3%; nepoznatog podrijetla: 6,0% 
Vjeroispovjest:
rimokatolici: 65,8%; grko katolici: 0,9%; kalvinisti: 7,4%; evangelici: 1,2%; ostale vjeroispovjesti: 0,9%; ateisti: 11,9%; nepoznato: 12,0%

### Stanovništvo Ostrogona tijekom povijesti
| Godina | Stanovnika |
| ------ | ---------- |
| 1000.  | 10 000     |
| 1242.  | 12 000     |
| 1701.  | 2 000      |
| 1756.  | 4 342      |
| 1820.  | 10 169     |
| 1824.  | 11 157     |
| 1850.  | 11 661     |
| 1867.  | 11 215     |
| 1869.  | 14 512     |

| Godina | Stanovnika |
| ------ | ---------- |
| 1880.  | 14 944     |
| 1890.  | 16 749     |
| 1893.¹ | 15 749     |
| 1900.  | 16 948     |
| 1910.  | 17 881     |
| 1920.  | 16 040     |
| 1930.  | 17 354     |
| 1943.  | 22 170     |
| 1949.  | 20 040     |

| Godina | Stanovnika |
| ------ | ---------- |
| 1957.  | 34 000     |
| 1967.  | 26 000     |
| 1980.  | 30 870     |
| 1990.  | 28 730     |
| 2001.  | 29 041     |
| 2006.  | 30 122     |

## Zbratimljeni gradovi
- Espoo, od 1974.
- Štúrovo, od 1991.
- Bamberg, od 1992
- Cambrai, od 1992.
- Ehingen, od 1992.
- Maintal, od 1993.
- Gniezno, od 1994.
- Mariazell, od 2002.
- Canterbury, od 2004.

Grad prijatelj
- Seksar, od 2007.

## Vanjske poveznice
- Zračne snimke Ostrogona (Prvi dio) (Drugi dio)
- Foto galerija Ostrogona  Arhivirana inačica izvorne stranice od 28. rujna 2007. (Wayback Machine)
- Službene stranice grada (mađ.)
- Ostrogonska katedrala (engl.)
- Keresztény Múzeum (Muzej kršćanstva) (engl.)
- Srednjovjekovni Ostrogon  Arhivirana inačica izvorne stranice od 12. travnja 2009. (Wayback Machine) (engl.)
- Novosti, politika i događaji iz kulture u Ostrogonu (mađ.)